# Нашвилска котловина
Нашвилската котловина (на английски: Nashville Basin) е ерозионна котловина в източната част на Съединените американски щати, заемаща централната част на щата Тенеси.
Образувана е в резултат на ерозия на издигаща се зона от Вътрешното плато, разположено западно от склоновете на Апалачите. Няколко главни реки пресичат котловината от изток на запад – Къмбърленд Ривър, Дък Ривър, Елк Ривър. В северозападния ѝ край е разположена градската агломерация на Нашвил, а други по-големи градове са Мърфрийзбъроу и Кълъмбия.